# Familientag im Hause Prellstein
Familientag im Hause Prellstein (österreichischer Titel: Café Abeles) ist ein deutscher Stummfilm von 1927 unter der Regie von Hans Steinhoff. Die Hauptrollen sind besetzt mit Szöke Szakall, Erika Glässner, Siegfried Arno und Paul Morgan. 
Das Drehbuch von Viktor Klein basiert sehr frei auf dem gleichnamigen Stück von Anton und Donat Herrnfeld von 1905/1906; die Zwischentitel stammen von Paul Morgan. 

## Handlung
Ein jüdisches Caféhaus ist der Treffpunkt gewöhnlicher Leute, die nicht nur trinken und Karten spielen wollen; es geht ihnen auch darum, sich miteinander zu unterhalten und Geschäfte abzuschließen. Hier ist auch Sami Bambus ein regelmäßiger Gast. Aufgelaufene Spielschulden bringen ihn auf den Gedanken, seinen eigenen Tod vorzutäuschen, da er meint, dass seine Erben dann für seine Schulden aufzukommen hätten. Dieser Plan ist in ihm auch gewachsen, weil er seiner eifersüchtigen Frau Flora, die ihn mit ihrem Cousin Prellstein betrügt, eins auswischen will. Seine Hinterlassenschaft besteht dann aber nicht nur in den offenen Spielschulden, sondern insgesamt nur aus Schulden. Das führt bei der gesamten Verwandtschaft zu Streitigkeiten. Als ein reicher Erbonkel aus der Provinz anreist, hat man die Hoffnung, dass er für Samis Schulden einsteht.
Als der Totgeglaubte plötzlich wieder auftaucht, findet man eine Lösung dank der Weitsicht des gutmütigen Onkels. 

## Produktionsnotizen und Hintergrund
Gedreht wurde von Ende Januar bis Februar 1927 im Rex-Film-Atelier in Berlin. Es handelt sich um eine Produktion der Herrnfeld-Film der UFA, hergestellt von der Rex-Film. Der Verleih erfolgte durch die Ufa. Der Film war eine billige Auftragsproduktion der Ufa von der Rex-Film. Der jüdische Produzent Lupu Pick hatte die Gesamtleitung. Für die Bauten und Ausstattung zeichnete Leo Wiltlin verantwortlich. Die Aufnahmeleitung lag bei Viktor Skutezky. 
Der Film hat eine Länge von 6 Akten gleich 2.040 Meter. Am 28. Juli 1927 wurde er von der Zensur unter der Nummer 16.217 einer Prüfung unterzogen und ein „Jugendverbot“ erteilt. Die Uraufführung fand am 16. Dezember 1927 bei einer Laufzeit von 7 Tagen im Ufa-Theater Königstadt in Berlin statt. In Wien wurde der Film am 27. Januar 1928 in Burg-Kino, im Karntner-Kino, im Central-Kino, im Lowen-Kino sowie im Kalvarienberg-Kino erstaufgeführt. Eine restaurierte Fassung kam als Erstaufführung am 10. Oktober 2012 im Giornate del cinem muto, Teatro Verdi in Pordenone ins Kino. Klavierbegleitung: Donald Sosin.
Die Brüder Anton und Donat Herrnfeld gründeten und betrieben ab 1896 ihr eigenes Privattheater, ein jüdisches Dialekt-Theater, in Berlin, das ab 1899 ihren Namen trug. Es gehörte ihnen bis etwa 1918. Dort traten sie selbst auf und wurden zu Stars. Die Auswahl des Stoffs könnte zurückzuführen sein auf den internationalen Erfolg der Komödie Potash and Perlmutter, die seinerzeit von Goldwyn Pictures erfolgreich verfilmt worden war. Regisseur Steinhoff schrieb damals an den Kritiker Kurt Mühsam, dass er sich „von diesem liebenswürdigen Werke […] bei der Presse und beim Publikum Erfolg“ erhoffe, weil der Film „in seinem Genre und in seiner Form neuartig“ sei. Die Ufa, die mittlerweile von dem rechtskonservativen Alfred Hugenberg übernommen worden war, war mit dem Film jedoch nicht zufrieden und verzögerte dessen Veröffentlichung. Steinhoff, der glaubte, dass der Film im April, spätestens aber Mai in die Kinos kommen würde, musste erfahren, dass der Filmkonzern ihn erst Ende Juli der Zensur vorgelegt hatte. Auch wurde er in den offiziellen Filmankündigungen der Ufa für die neue Spielzeit nur ein einziges Mal erwähnt. Die Premiere fand dann auch erst Mitte Dezember 1927 in einem eher abgelegenen Berliner Kino statt, und zwar dem Wochenende vor Weihnachten. In dieser weihnachtlichen Zeit gingen die Kinobesuche erfahrungsgemäß stark zurück. Auch wurde so gut wie gar nicht für den Film geworben. Der zur Verfügung stehende Etat für Werbung betrug gerade mal 203,70 Reichsmark, weniger als 10 % des nächstniedrigeren Premierenetats der Kinosaison 1927/1928.
Augenzwinkernd wird im Film von den Kabarett-Komikern, die zu den besten Darstellern der Weimarer Republik zählten, auf menschliche Schwächen und Verhaltensweisen verwiesen, die beim Zuschauer wohl Erinnerungen an eigene Erfahrungen bei Familientreffen wecken sollen.

## Kritik
Georg Herzbergs Urteil im Film-Kurier Nr. 298 vom 17. Dezember 1927 lautete folgendermaßen: „Hans Steinhoff hat hier im Rahmen der vorhandenen und sicherlich geringen Mittel einen sauberen Film geschaffen, über den man ein paarmal [sic] herzlich lachen kann und der von den Kinobesuchern, unbelehrbare Antisemiten ausgenommen, sicherlich als angenehme Abwechslung gegenüber Rhein, Operette und Heidelberg empfunden wird.“